# Ecología forestal

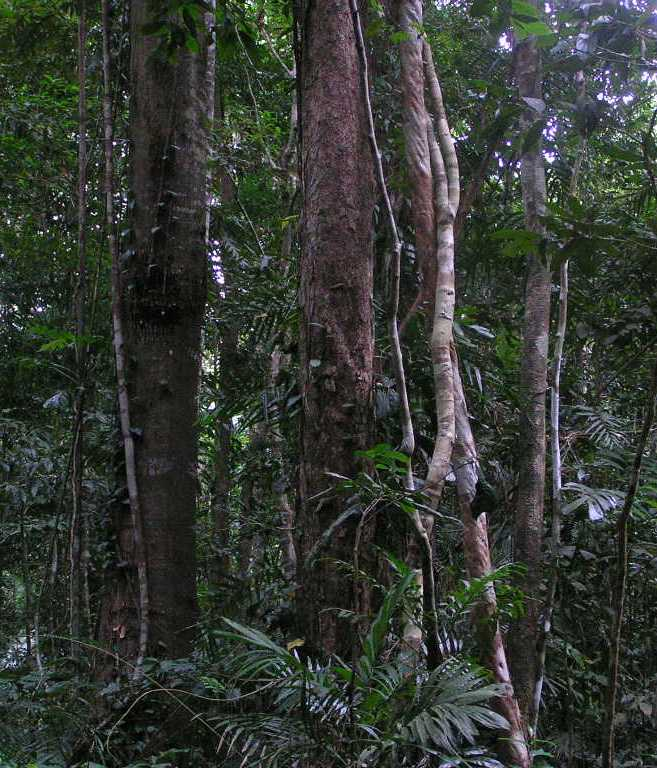
Bosque lluvioso Daintree en Queensland, Australia

La ecología forestal es el estudio, desde la perspectiva científica, de los patrones interrelacionados, procesos, flora, fauna y ecosistemas forestales. La gestión de los bosques es conocida como ingeniería de montes, silvicultura y manejo de bosques.  Un ecosistema forestal es una unidad de bosque natural conformado por todas las plantas, animales y microorganismos (factores bióticos) en la zona, que trabajan junto con los componentes carentes de vida (factores abióticos) del entorno.

## Relación con otras ramas de la ecología

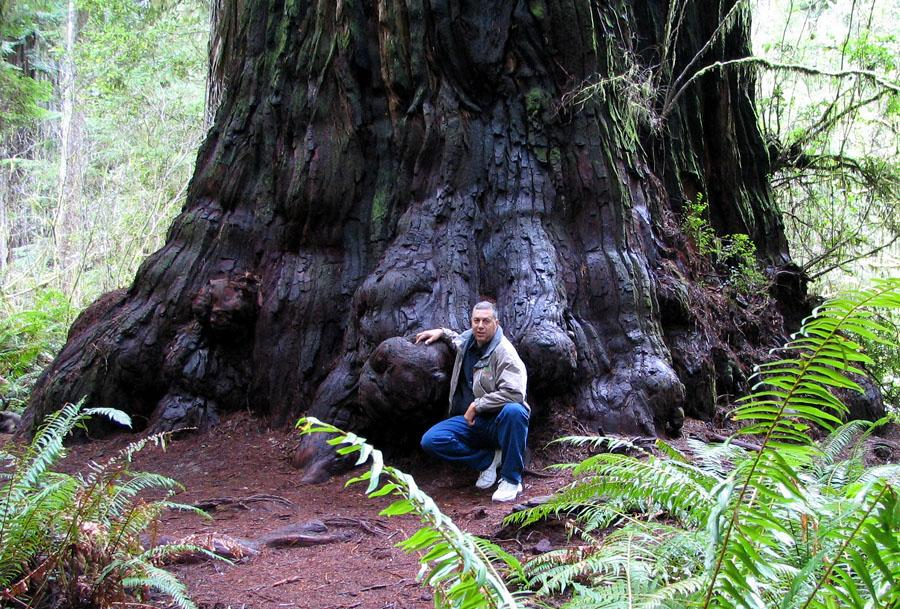
Secuoya Roja en el norte de los bosques de California, donde se tienen muchas especies forestales para su preservación y longevidad

La ecología forestal es una de las ramas de clasificación bióticamente orientada, en relación con los estudios ecológicos (en oposición a una clasificación basada en el nivel o la complejidad de la organización, por ejemplo, la ecología de poblaciones o la sinecología).  Por lo tanto, los bosques se estudian a partir de una serie de niveles de organización; desde los organismos analizados como individuos, hasta el ecosistema como tal. Sin embargo, como el término bosque hace referencia a una zona habitada por más de un organismo, por lo general, la ecología forestal se concentra en los niveles de población, comunidad o ecosistema.  Lógicamente, los árboles son un componente importante de la investigación forestal , pero la gran variedad de otras formas de vida y los componentes abióticos en la mayoría de los bosques significa que otros elementos, como la vida silvestre o los nutrimentos del suelo, son a menudo el punto clave.  Lo anterior indica que la ecología forestal es una muy diversa e importante rama del estudio ecológico.
Los estudios en cuanto a ecología comparten características y enfoques metodológicos con otras áreas de la ecológicas de las plantas terresres.  Sin embargo, la presencia de árboles hace a los ecosistemas forestales y su estudio único en muchas formas diferentes.

## La diversidad y la complejidad de la comunidad
Como los árboles pueden crecer más que otras plantas, existe el potencial para tener una amplia variedad de estructuras forestales (o fisonomías). El número infinito de posibles arreglos espaciales de árboles en cuanto a su tamaño y especie hace al micro-entorno altamente complejo y diverso; en este, las variables ambientales como la luz solar, la temperatura, la humedad del aire, y la velocidad del viento pueden variar considerablemente dependiendo de si se presentan en distancias grandes o pequeñas. Además, una proporción importante de la biomasa de un ecosistema forestal se encuentra, a menudo, bajo tierra, donde la estructura del suelo, la calidad del agua y su cantidad, así como los niveles de diversos nutrientes del suelo pueden variar mucho. Por esto se puede decir que los bosques son a menudo entornos altamente heterogéneos en comparación con otras comunidades de plantas terrestres. Esta heterogeneidad permite una gran biodiversidad de especies de plantas y animales. También afecta el diseño de estrategias de muestreo del inventario forestal, cuyos resultados se utilizan a veces en los estudios ecológicos. Algunos factores que afectan la biodiversidad en los bosques son la abundancia de vida silvestre y la presencia de distintas especies de árboles en la zona. Por ejemplo, el pavo salvaje prospera cuando existen irregularidades en la altura y variaciones de dosel se presentan, pero sus números disminuyen cuando la madera envejece.

## Flujo de energía

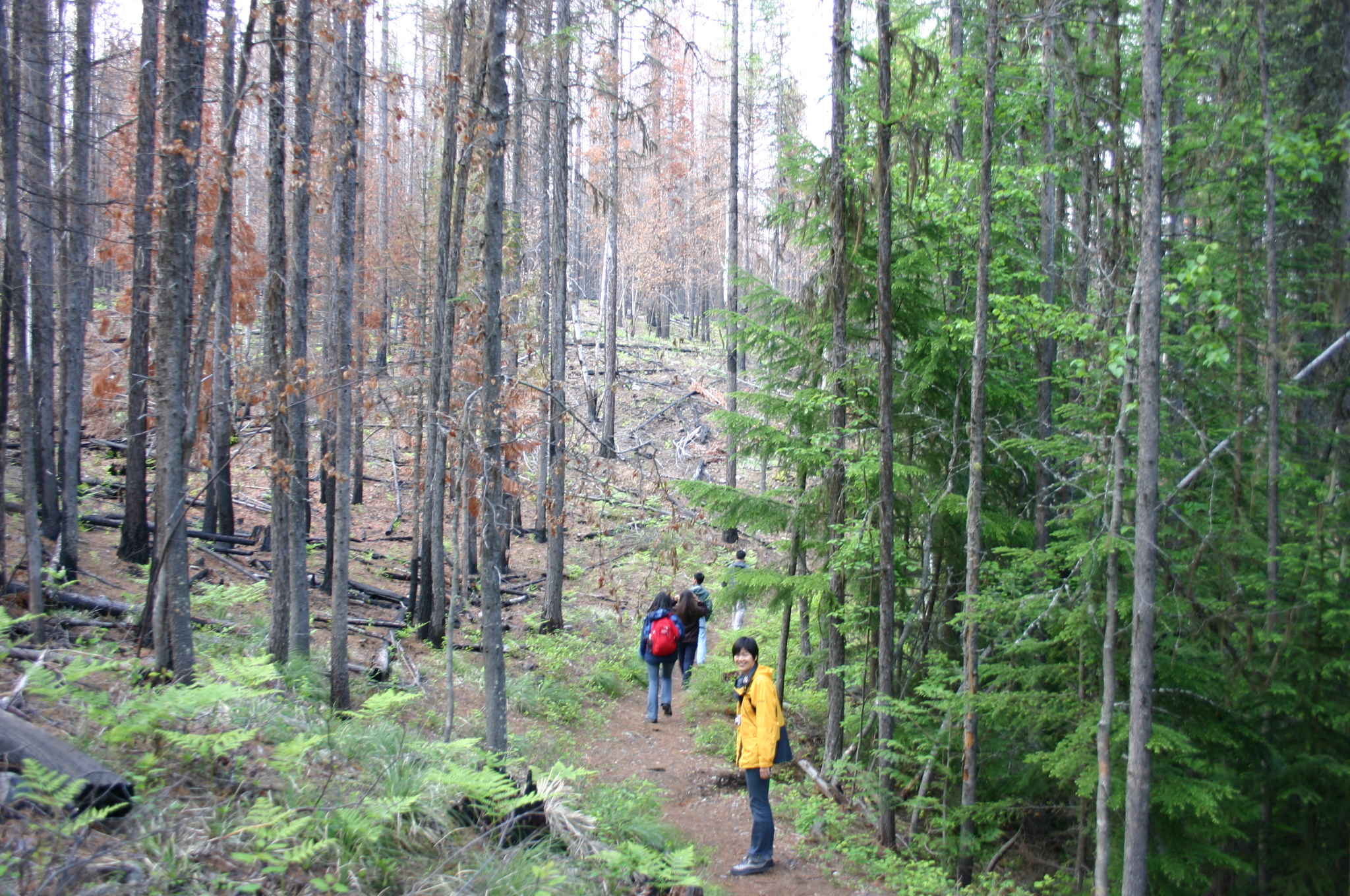
Ecólogos forestales interesados en los efectos de las grandes perturbaciones, tales como los incendios forestales. Montana, USA.

Los bosques acumulan grandes cantidades de biomasa y muchos son capaces hacerlo a tasas elevadas, es decir, son altamente productivos. Estos niveles de biomasa, aunados a las estructuras verticales tan altas, representan el almacenamiento de mucha energía potencial que puede ser convertida en energía cinética bajo las condiciones adecuadas.  Los dos sistemas convertidores más importantes son los incendios forestales y las caídas de árboles; ambas alteran radicalmente la biota y el entorno físico en el que se producen. Además, en los bosques de alta productividad, el rápido crecimiento de los árboles mismos, induce a cambios bióticos y ambientales; aunque a un ritmo más lento y con menor intensidad que las perturbaciones relativamente instantáneas, como los incendios.

## Muerte y regeneración
La madera vieja, comúnmente conocida como monolito de madera muerta, se descompone de forma relativamente lenta en los bosques en comparación con la mayoría de los materiales orgánicos, debido a una combinación de factores ambientales y la química de la madera (ver lignina). Los árboles que crecen en ambientes áridos y/o fríos lo hacen más lento. Por lo tanto, los troncos y ramas pueden permanecer en el suelo del bosque durante largos períodos, lo que afecta el hábitat de la vida silvestre, el comportamiento del fuego y los procesos de regeneración de los árboles.

## Agua
Los árboles de los bosques almacenan mucha agua debido a su gran tamaño y sus características anatómicas/fisiológicas. Por tanto, son importantes reguladores de los procesos hidrológicos, especialmente las relacionadas con la hidrología subterránea y los patrones de evaporación y Precipitaciónn (meteorología). Así, los estudios ecológicos forestales están, a veces, estrechamente relacionados con ciencias meteorológicas e hidrológicas en los estudios de los ecosistemas o de planificación de recursos regionales. Tal vez la hojarasca puede formar un gran depósito para el almacenamiento de agua, pues cuando se retira o es compactada esta cama (mediante el pastoreo o el uso humano excesivo), la erosión y las inundaciones se agravan, así como la privación de agua durante la estación seca para los organismos forestales.

## Potencial ecológico de las especies forestales
El potencial ecológico de una especie en particular es una medida de su capacidad para competir eficazmente en una zona geográfica determinada, por delante de otras especie, ya que todos ellos tratan de ocupar un espacio naturalmente. Para algunas áreas en Europa Central, se ha utilizado el método de Hans -Jürgen Otto para cuantificar este potencial. Otto toma 3 parámetros principales:
- En relación con los requisitos de la zona: La tolerancia a las bajas temperaturas, la tolerancia al clima seco, la frugalidad.

- Cualidades específicas: tolerancia a la sombra, crecimiento en relación con la altura, estabilidad, longevidad, capacidad de regeneración.

- Riesgos específicos: resistencia a la congelación retardará, resistencia a las tormentas y/o nevadas, resistencia al fuego, resistencia a los agentes bióticos .

Cada parámetro recibe una puntuación entre 0 y 5 para cada especie considerada, y luego un valor promedio mundial a calcular. Un valor superior a 3.5 se considera alto, por debajo de 3 es bajo y los valores entre estos serán intermedios. En este estudio, la haya común (Fagus sylvatica) tiene un puntaje de 3.82, el fresno (Fraxinus excelsior) 3.08 y el nogal (Juglans regia) 2.92; los anteriores son ejemplos de las tres categorías.